# Schloss Thalhausen

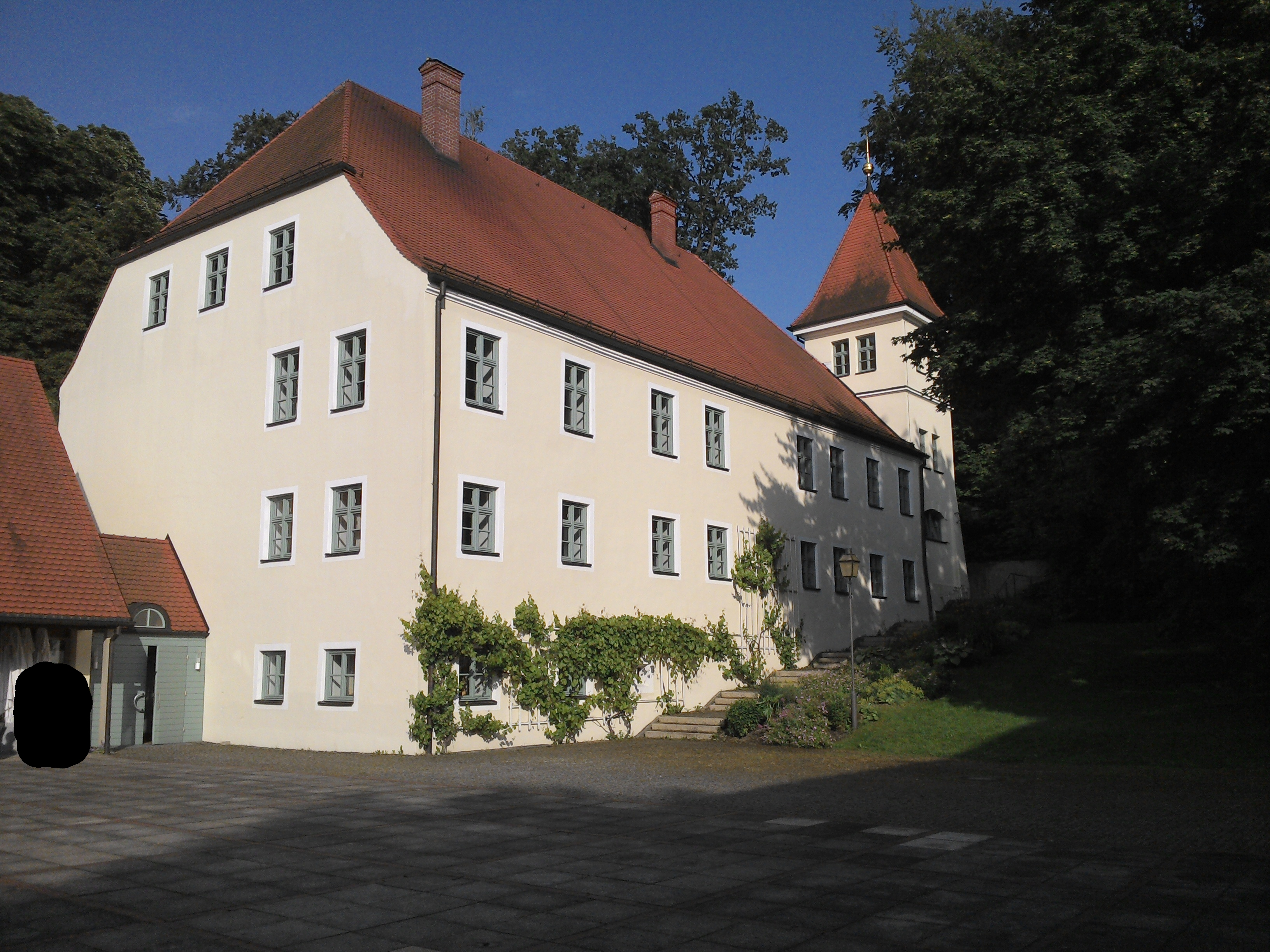
Schloss Thalhausen

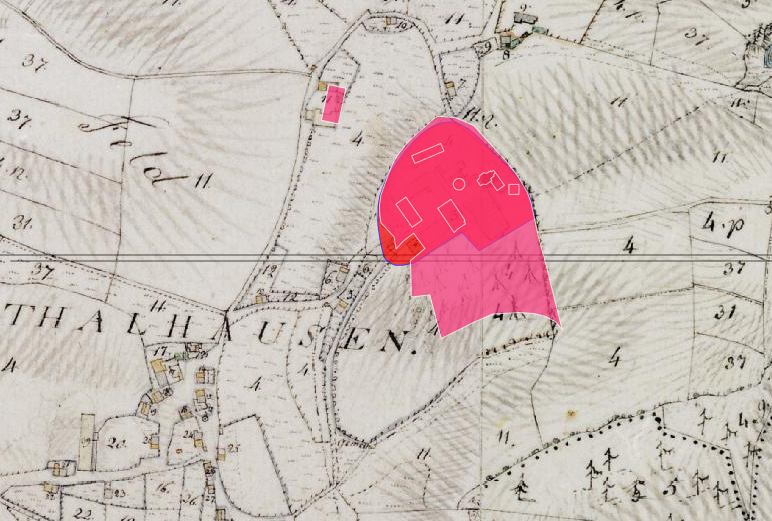
Lageplan von Schloss Thalhausen auf dem Urkataster von Bayern

Schloss Thalhausen ist ein in Thalhausen (Gemeinde Kranzberg) gelegenes Schloss mit Schlosskapelle. Die Anlage ist unter der Aktennummer D-1-78-137-25 als denkmalgeschütztes Baudenkmal von Thalhausen verzeichnet. Ebenso wird sie als Bodendenkmal unter der Aktennummer D-1-7536-0192 im Bayernatlas als „untertägige spätmittelalterliche und frühneuzeitliche Befunde im Bereich von Schloss Thalhausen und seiner Vorgängerbauten mit Wirtschaftshof und Schlosskapelle St. Anna“ geführt.

## Geschichte

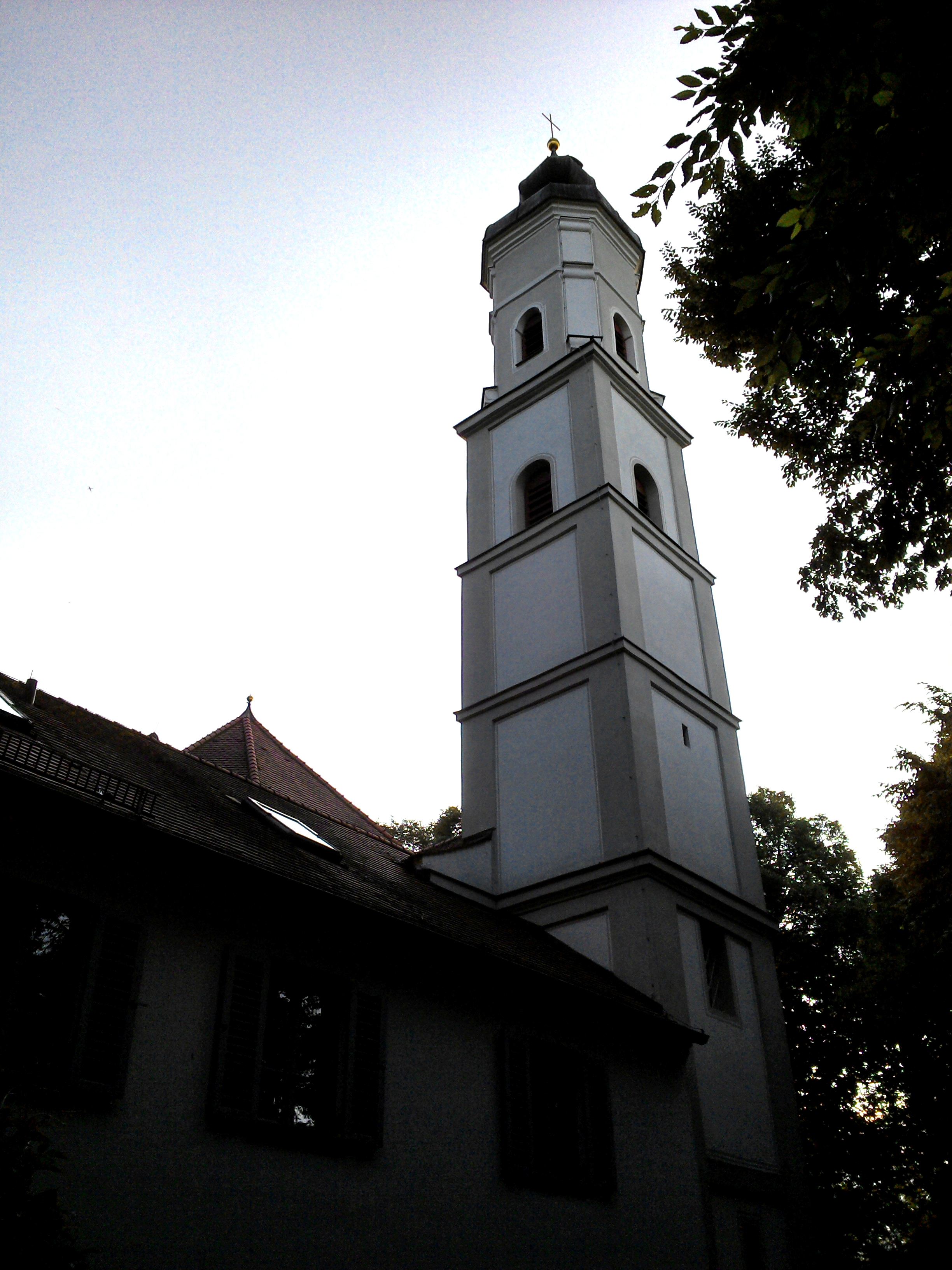
Schlosskapelle St. Anna

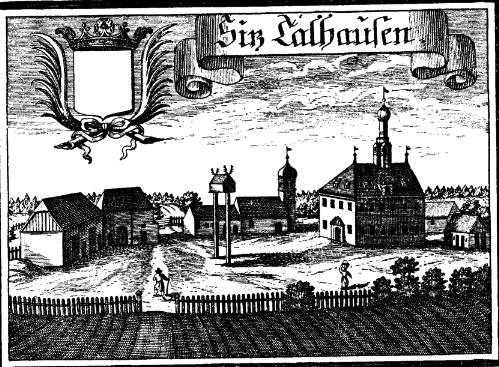
Schloss Thalhausen nach einem Kupferstich von Michael Wening 1701–1726

Talahusun taucht erstmals in einer Urkunde des Freisinger Bischofs Waldo auf, in der er in den Jahren 883–906 Ländereien in Thalhausen mit dem Bischof Zacharias von Brixen tauschte. Um 1150 werden erstmals Wittelsbacher Ministeriale erwähnt, die sich „von Thalhausen“ nennen. Verwaltet wird das Gebiet durch das Landgericht Kranzberg. 1358 werden die Pullinger als Herren von Thalhausen geführt, sie sterben 1554 im Mannesstamm aus. 1555 erhält Lorenz Pronner, der die letzte Pullingerin heiratete, das Gebiet und erringt die Hofmarksgerechtigkeit auf Lebenszeit. Diese beinhaltete die niedere Gerichtsbarkeit sowie das Recht auf Frondienste und Abgaben gegenüber den Untertanen. Ab diesem Zeitpunkt kann man von einer Hofmark Thalhausen sprechen, obwohl nie eine besondere Hofmarkserhebung stattfand; vielmehr wurde die Hofmarksgerechtigkeit immer wieder den jeweiligen Besitzern auf Lebenszeit übertragen.
Ende des 15. Jahrhunderts wird bereits von einem Schloss berichtet, welches Ende des 17. Jahrhunderts umgebaut wird. 1707 wird die neue Schlosskapelle St. Anna, ein achteckiger Zentralbau mit schlankem Zwiebelturm, eingeweiht. 1786 erwarb Graf Maximilian Karl Theodor von Holnstein die Hofmark mit Schloss und Brauerei; das Schloss ist bis 1988 in deren Familienbesitz, die Brauerei – von deren dunklem Bier Fürst Bismarck so angetan war, dass er es sich zuschicken ließ – wurde 1923 geschlossen.
1817 wurden die Hofmarksrechte aufgelöst und in ein Patrimonialgericht II. Klasse umgewandelt. Im Rahmen des 2. Gemeindeedikts von 1818 wurde Thalhausen mit den Unterorten Ampertshausen, Neuhausen, Oberberghausen, Oberthalhausen und Dorfacker zu einer Patrimonialgemeinde. Die letzten Adelsvorrechte wurden mit der Aufhebung der Patrimonialgerichte 1848 abgeschafft.
Ab 1985 erfolgte ein Umbau zu einem Jugendhaus, dieses wurde 1991 eröffnet.

## Architektur
- Ehemaliger Wohnbau: dreigeschossiger Halbwalmbau mit Ecktürmchen, im Kern 17. Jahrhundert, in spätklassizistischen Formen überarbeitet
- Ehemaliges Wirtschaftsgebäude: erdgeschossiger Satteldachbau mit Durchfahrt, im Kern 17. Jahrhundert
- Katholische Schlosskapelle St. Anna: achteckiger Zentralbau mit angefügtem Chor und Ostturm, von Johann Jakob Maffiol 1707 errichtet; mit „Klösterl“, an die Schlosskapelle angebauter kleiner zweigeschossiger Walmdachbau, 18. Jahrhundert